# 安茹地区里沃迪卢瓦
安茹地区里沃迪卢瓦（法語：Rives-du-Loir-en-Anjou，法語發音：[ʁiv dy lwaʁ ɑ̃.n‿ɑ̃ʒu] ⓘ）是法国曼恩-卢瓦尔省的一个市镇，属于昂热区。该市镇于2019年由原市镇维勒韦克和苏塞勒合并而成，行政中心位于维勒韦克。

## 地名
安茹（Anjou）为法国历史上的一个行省，现大致为曼恩-卢瓦尔省全境。“里沃迪卢瓦”（Rives-du-Loir）在法语中意为“卢瓦河岸”。

## 地理
安茹地区里沃迪卢瓦（47°33'44.95"N, 0°25'14.95"W）面积47.23 平方千米，位于法国卢瓦尔河地区大区曼恩-卢瓦尔省，该省份为法国西部内陆省份，大致对应安茹地区，北起顺时针与马耶讷省、萨尔特省、安德尔-卢瓦尔省、维埃纳省、德塞夫勒省、旺代省、大西洋卢瓦尔省和伊勒-维莱讷省接壤。
与安茹地区里沃迪卢瓦接壤的市镇（或旧市镇、城区）包括：蒂耶尔塞、卢瓦河畔蒙特勒伊、科尔泽、萨里涅、卢瓦尔-欧蒂永、勒普莱西-格拉穆瓦尔、安茹地区韦里耶尔、埃库夫朗、布里奥莱。
安茹地区里沃迪卢瓦的时区为UTC+01:00、UTC+02:00（夏令时）。

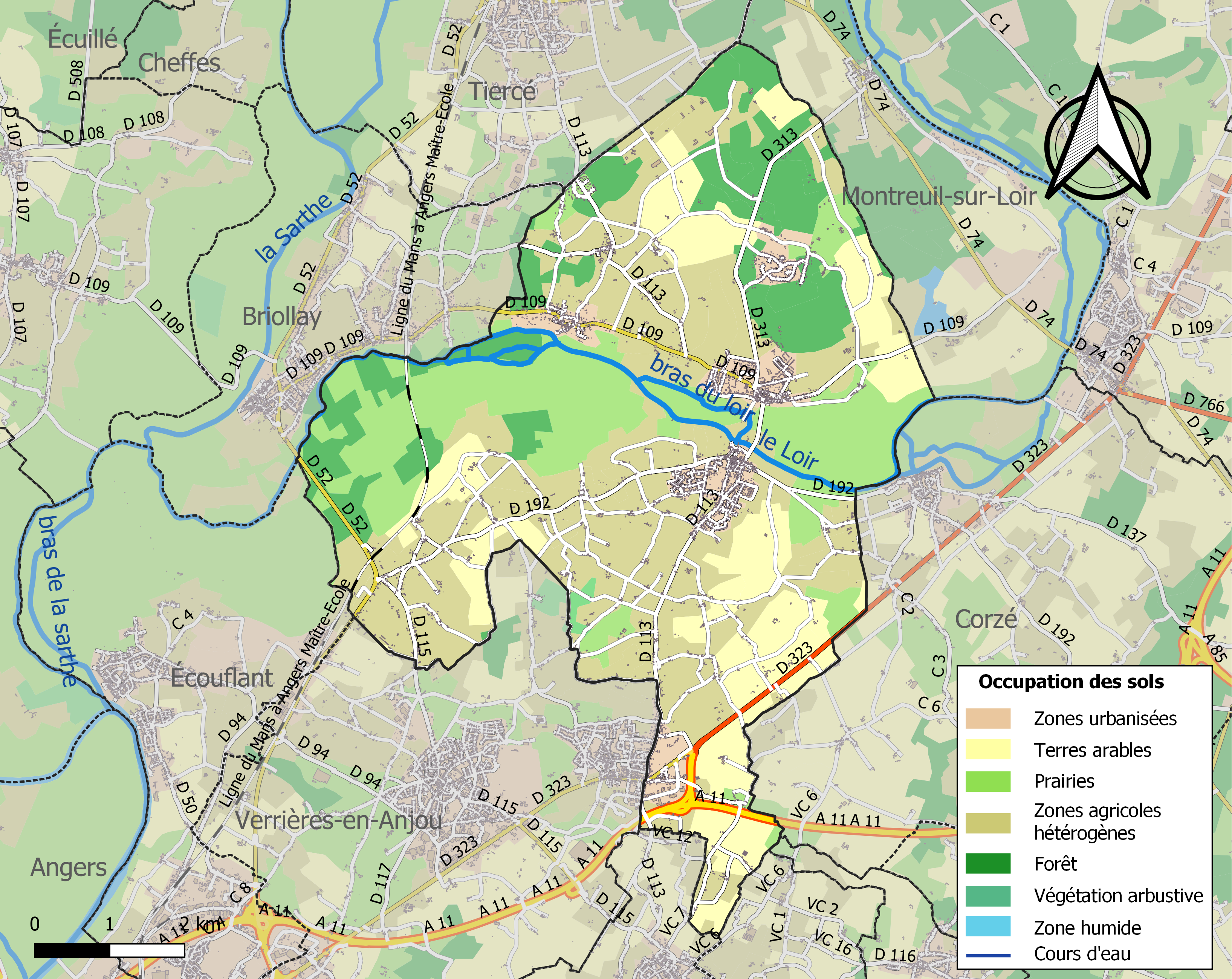
安茹地区里沃迪卢瓦的OSM定位图

## 行政
安茹地区里沃迪卢瓦的邮政编码为49140，INSEE市镇编码为49377。

## 政治
安茹地区里沃迪卢瓦所属的省级选区为昂热第六县。

## 人口
安茹地区里沃迪卢瓦于2022年1月1日时的人口数量为5642人。